# Zapodje
Zapodje je naselje v Občini Litija.